# Desmond Lee

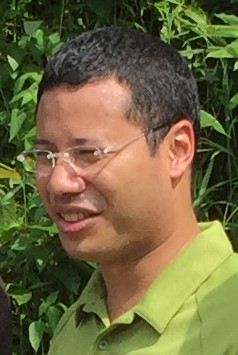
Desmond Lee (2017)

Desmond Lee Ti-Seng (chinesisch 李智陞, Tamil டெஸ்மண்ட் லீ; * 15. Juli 1976) ist ein Politiker der People’s Action Party (PAP) in Singapur, der seit 2011 Mitglied des Parlaments ist sowie mehrmals Minister war. Seit 2015 ist er als Deputy Leader of the House stellvertretender Vorsitzender der PAP-Fraktion sowie ferner seit 2017 sowohl Minister für Soziale Entwicklung und Familienentwicklung als auch Zweiter Minister für Nationale Entwicklung.

## Leben
Desmond Lee Ti-Seng ist der Sohn des Politikers Lee Yock Suan, der von 1980 bis 2006 ebenfalls Mitglied des Parlaments sowie zwischen 1987 und 2004 mehrmals Minister war. Er besuchte die Anglo-Chinese Junior School, die 1823 gegründete Raffles Institution sowie das Raffles Junior College und begann anschließend ein Studium der Rechtswissenschaften an der National University of Singapore, das er 2001 mit einem Bachelor of Laws (LL.B.) mit höchster Auszeichnung abschloss. Im Anschluss begann er seine berufliche Laufbahn als Wissenschaftlicher Mitarbeiter eines Richters am Obersten Gericht (Supreme Court of Singapore) und war danach als Stellvertretender Staatsanwalt (Deputy Public Prosecutor) sowie als Staatsrat in der Strafrechtsabteilung im Amt des Generalstaatsanwalts tätig. Er schloss ein zwischenzeitliches postgraduales Studium der Rechtswissenschaften an der University of Oxford mit einem Master of Laws (LL.M.) ab und wurde 2005 Leiter der Rechtsabteilung des Gesundheitsministeriums. Nach einer zweijährigen Tätigkeit in der Abteilung Rechtspolitik des Justizministeriums wurde er Rechtsberater der Holdinggesellschaft Temasek Holdings, deren Chief Executive Officer Ho Ching ist, die Frau von Premierminister Lee Hsien Loong.
Am 7. Mai 2011 wurde Desmond Lee für die People’s Action Party (PAP) erstmals im Gruppenvertretungswahlkreis (Group Representation Constituency) Jurong GRC erstmals Mitglied des Parlaments und vertritt diesen Wahlkreis seither. Während seiner Parlamentszugehörigkeit war er Mitglied verschiedener Ausschüsse. Am 1. September 2013 übernahm er sein erstes Regierungsamt und fungierte zwischen dem 1. September 2013 und dem 30. September 2015 als Staatsminister im Ministerium für Nationale Entwicklung im Kabinett von Premierminister Lee Hsien Loong. Seit dem 1. Oktober 2015 ist er als Deputy Leader of the House stellvertretender Vorsitzender der PAP-Fraktion im Parlament. Zugleich war er zwischen dem 1. Oktober 2015 und dem 30. April 2017 in Personalunion Senior-Staatsminister im Ministerium für Nationale Entwicklung sowie Senior-Staatsminister im Innenministerium.  Anschließend fungierte er vom 1. Mai 2017 bis zum 10. September 2017 als Zweiter Innenminister sowie als Minister im Amt des Premierministers.
Seit dem 1. Mai 2017 fungiert Lee als Zweiter Minister für Nationale Entwicklung (Second Minister for National Development). Am 11. September 2017 übernahm er ferner den Posten als Minister für Soziale Entwicklung und Familienentwicklung (Minister for Social and Family Development).
Desmond Lee ist verheiratet und Vater von drei Kindern.